# 中荣巡游
中荣巡游，全称北京中荣巡游网络科技有限公司，是中国一家游戏公司，于2007年10月成立。曾运营《大航海时代Online》和《信长之野望OL》，但在2010年11月18日，中荣巡游在无任何公告的情况下突然关闭处于维护状态的《大航海时代Online》和正常运营的《信长之野望OL》服务器、官网及论坛，且玩家在服务器关闭前充入账户的点卡余额消失。11月28日晚，中荣巡游《信长之野望OL》论坛前版主称中荣巡游的工作人员接到失业通知。